# Congrega dell'Immacolata Concezione
La congrega dell'Immacolata Concezione è un luogo di culto del comune di Boscotrecase ed è attigua alla Chiesa di Sant'Anna. 

## Storia
La congrega è uno dei luoghi di culto più antichi dell'area vesuviana. Di una chiesetta dedicata alla Natività della Beata Vergine, ne abbiamo notizia sin dal 1628, ma si pensa che la costruzione possa risalire a diversi anni prima, la chiesa diede il nome al quartiere Oratorio precedentemente chiamato Le Potechelle. Una veduta aerea della chiesa ci permette di notare una circonferenza nel mezzo del solaio, inoltre sul lato sinistro (lungo Via Salvo D'Acquisto) è possibile vedere una netta sporgenza del muro sempre nel mezzo della parete. Questo ci fa pensare che un tempo la pianta della chiesa si presentasse a croce greca e che avesse una cupola nel mezzo. L'edificio avrebbe assunto le attuali condizioni nel 1780, anno della fondazione della congregazione e del rifacimento della facciata. Un'altra ipotesi ci porterebbe a collocare la modifica della pianta all'anno della costruzione dell'arteria stradale che attraversa Boscotrecase e Trecase ma purtroppo non ci è possibile farlo con precisione. 

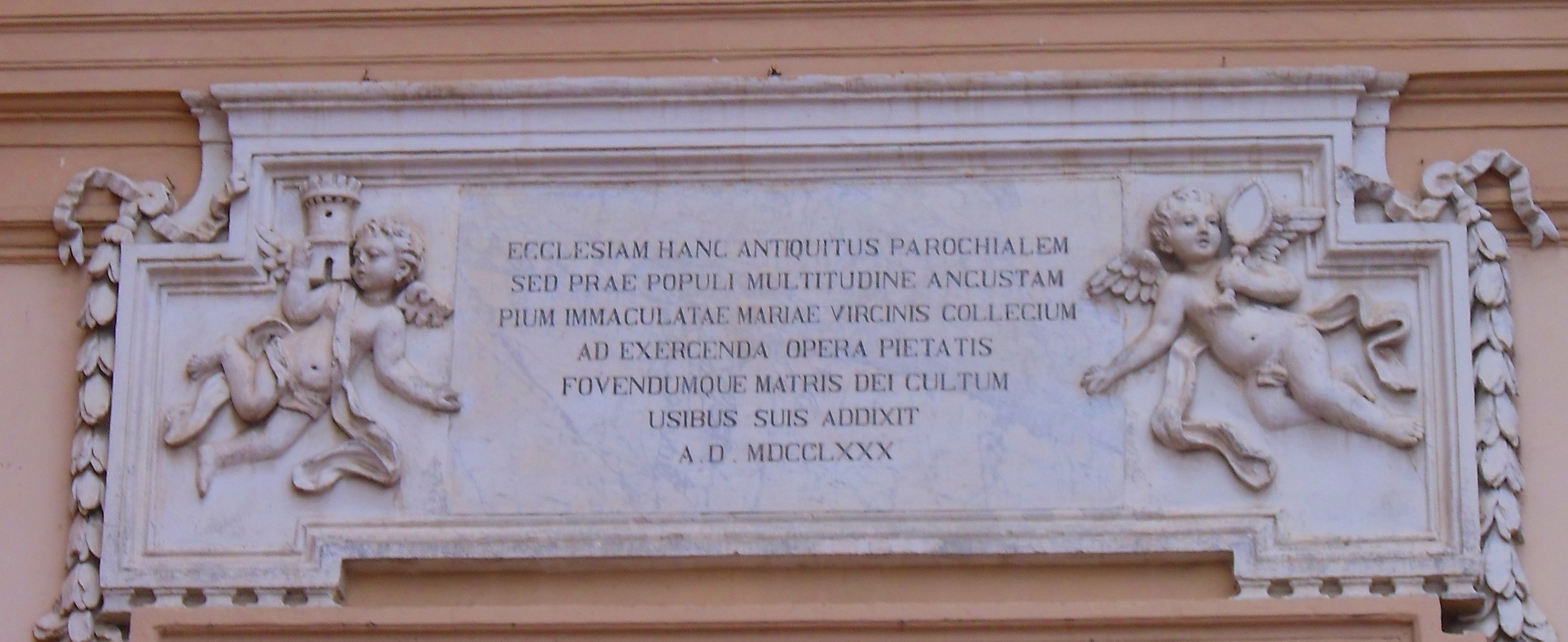
Particolare della facciata

## Descrizione

### Esterno
L'esterno rispetta i canoni dell'architettura barocca. Quattro lesene con capitelli corinzi inquadrano il portale d'ingresso. Questo è sovrastato da una lapide:
ECCLESIA HANC ANTIQUITUS PARROCHIALEM- SED PARE POPULI MULTITUDINE ANGUSTAM - PIUM IMMACULATAE MARIEAE VIRGINIS COLLEGIUM - AD EXWERCENDA OPERA PIETATIS - FOVENDUMQUE MATRIS DEI CULTUM - USIBUS SUIS ADDIXIT - A.D. MDCCLXXX :
Il pio collegio dell'Immacolata Vergine Maria per esercitare le opere di pietà e favorire il culto della Madre di Dio adattò ai suoi bisogni questa chiesa, già da antico parrocchiale, ma angusta per la moltitudine di fedeli. Nell'anno del Signore 1780. L'epigrafe è circondata da due putti alati in stucco i quali stringono in mano rispettivamente una torre e uno specchio: Torre d'Avorio e Specchio di Giustizia, due attributi della Madonna.

### Interno
L'interno è molto semplice. Conserva in due edicole lungo l'unica navata due statue in legno vestite: quella di San Ciro a sinistra e quella di San Luigi Gonzaga a destra. Lungo il lato destro trova posto un modesto pulpito ligneo. L'altare maggiore è composto da due colonne in muratura reggenti un timpano spezzato al disopra del quale vi sono seduti due putti alati. Al centro dell'altare, il quale è circondato da una balaustra lignea, trova posto l'edicola contenente la statua dell'Immacolata. In prossimità dell'altare pende un fine lampadario vitreo ottocentesco.